# はつめいプリンセス
『はつめいプリンセス』は、くまがい杏子による日本の少女漫画作品。小学館発行の「少女コミック」で連載された。単行本は全3巻。

## あらすじ
10歳という日本最年少でノーベル賞を受賞した南しずかは日本の総理大臣の息子、和泉はじめに恋をしてしまう。しずかの猛烈なアタックにより二人は結ばれる。キスも済ませたしずかとはじめだったがお互い恋愛には奥手であり、キス以上の関係には進展できない。しずかははじめとHしようと頑張るが……。

## 登場人物
南しずか
10歳でノーベル賞を受賞する、天才発明家。和泉はじめと両想い。H好き。
和泉はじめ
総理大臣の息子であるが親の七光りを利用することも少なく、社会規範を乱さないよう自分を律する強さを持ち、結婚するまでHはするべきではない等古風な考えを守っている。

## 単行本
- くまがい杏子『はつめいプリンセス』小学館〈少コミフラワーコミックス〉、全3巻

1. ISBN 4-09-130742-6
2. ISBN 4-09-130875-9
3. ISBN 4-09-131075-3